# Pou de Can Cabanyes
El Pou de Can Cabanyes es troba al Parc de la Serralada Litoral, el qual pertanyia a una antiga i important masia situada en un dels indrets més alts del susdit parc.

## Descripció
Els propietaris de Can Cabanyes, a causa de la duresa del clima, es van traslladar a Argentona durant el segle xiii, on el clima era una mica més temperat. El pou, un mur de contenció de l'era i algunes pedres soltes és tot el que resta ara de l'antiga masia. El pou és robust i en força bon estat, encara que no hi ha aigua. Presenta uns trets ben diferents de la resta de pous de la zona: les parets són de pedra, el brocal molt baix i amb un sector on una llosa substitueix l'obra de pedra. Dues pilastres excepcionalment gruixudes fan pensar que per pujar l'aigua hi havia un mecanisme pesant.

## Accés
És ubicat a Òrrius: situats a Sant Bartomeu de Cabanyes, cal seguir la pista en direcció sud. A 70 metres prenem un camí a la dreta senyalitzat com a GR. A pocs metres trobem una bifurcació; deixem el GR a l'esquerra i seguim pel camí de la dreta. Just a la bifurcació següent, a la dreta hi ha el mur de l'era i a l'esquerra el pou (tot plegat a 250 metres de l'ermita). Coordenades: x=445263 y=4601448 z=426.